# AOL Instant Messenger
AOL Instant Messenger, або AIM — програма-месенджер, запропонована фірмою AOL (America OnLine), що входить у корпорацію Time Warner. Остання версія AI Triton має можливості ІР-телефонії, підтримки універсальної адресної книжки Plaxo, відправленням SMS через комп'ютер (за умови встановлення відповідних плагінів) і багатьма іншими доповненнями.
15 грудня 2017 року розробку програму було припинено.